# Asociación Amigos del Belgrano
La Asociación de Amigos del Ferrocarril General Belgrano es una entidad sin fines de lucro fundada con el fin de preservar la traza del ramal G del Ferrocarril General Belgrano.

## Actividades

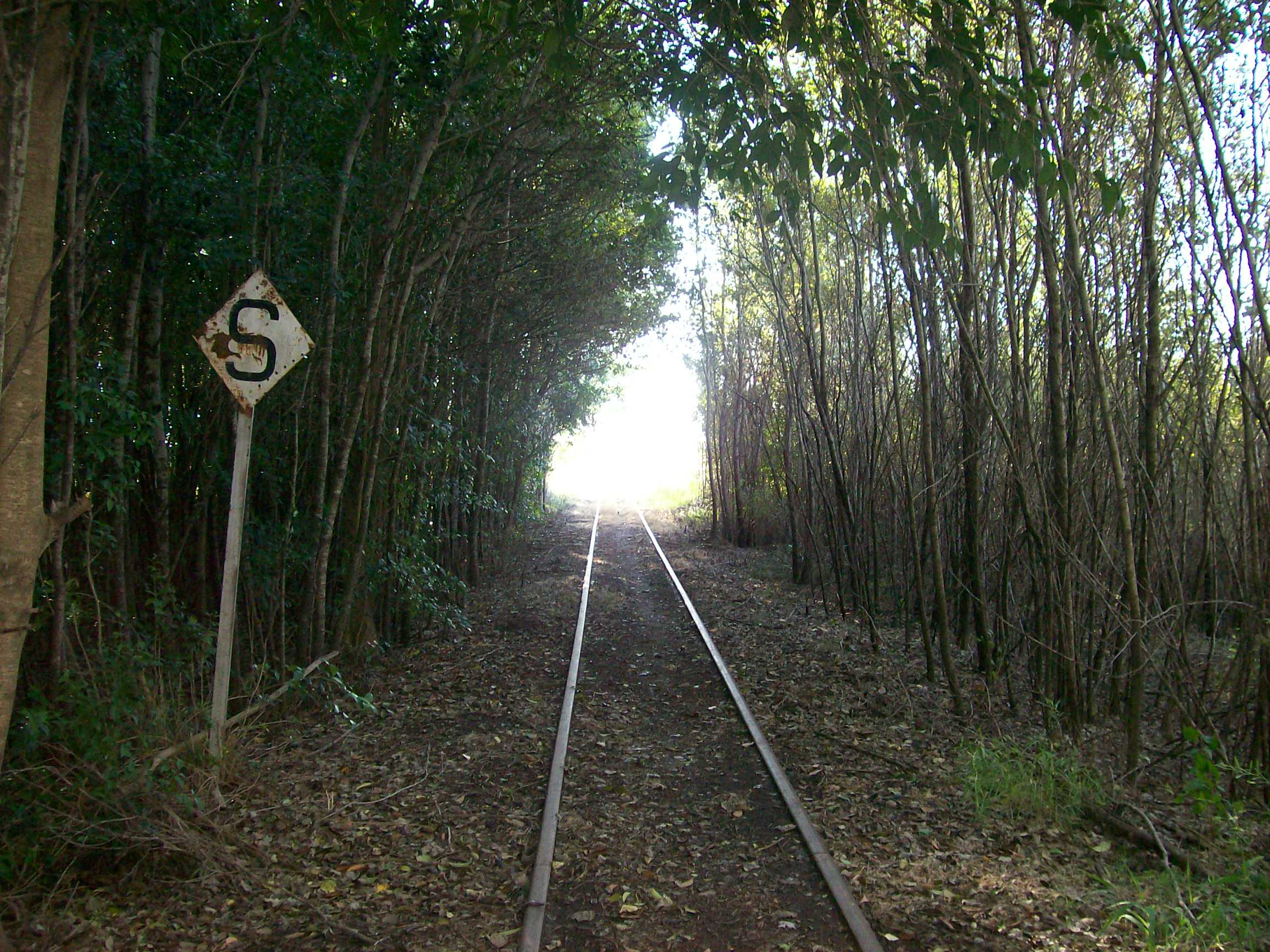
Cartel de "silbe" en inmediaciones de la estación Espora.

La Asociación realiza patrullajes periódicos a través de la línea para detectar y reparar cortes, eliminar obstrucciones y llevar a cabo desmalezamientos y limpiezas del terreno.
Otras tareas requieren mano de obra intensiva o herramientas específicas, para lo cual se realizan jornadas donde participa personal de dos o más bases, las que se agrupan en Equipo Sur (Bases San Eladio y Plomer) y Equipo Norte (Bases Mercedes, Espora y Tres Sargentos), quienes llevan a cabo estas tareas pesadas con una frecuencia quincenal.
La Base Villars, una vez restablecido el servicio, desapareció dejándole lugar a la nueva base San Eladio. Estos movimientos se irán dando hacia el norte, con la paulatina reapertura del ramal.
Anualmente se organiza la Fiesta de la Trocha Angosta, en la estación Espora. Además, participa de otros eventos locales, como la Fiesta de los Tres Sargentos, en la localidad de Tres Sargentos.[cita requerida]

## Obras destacadas

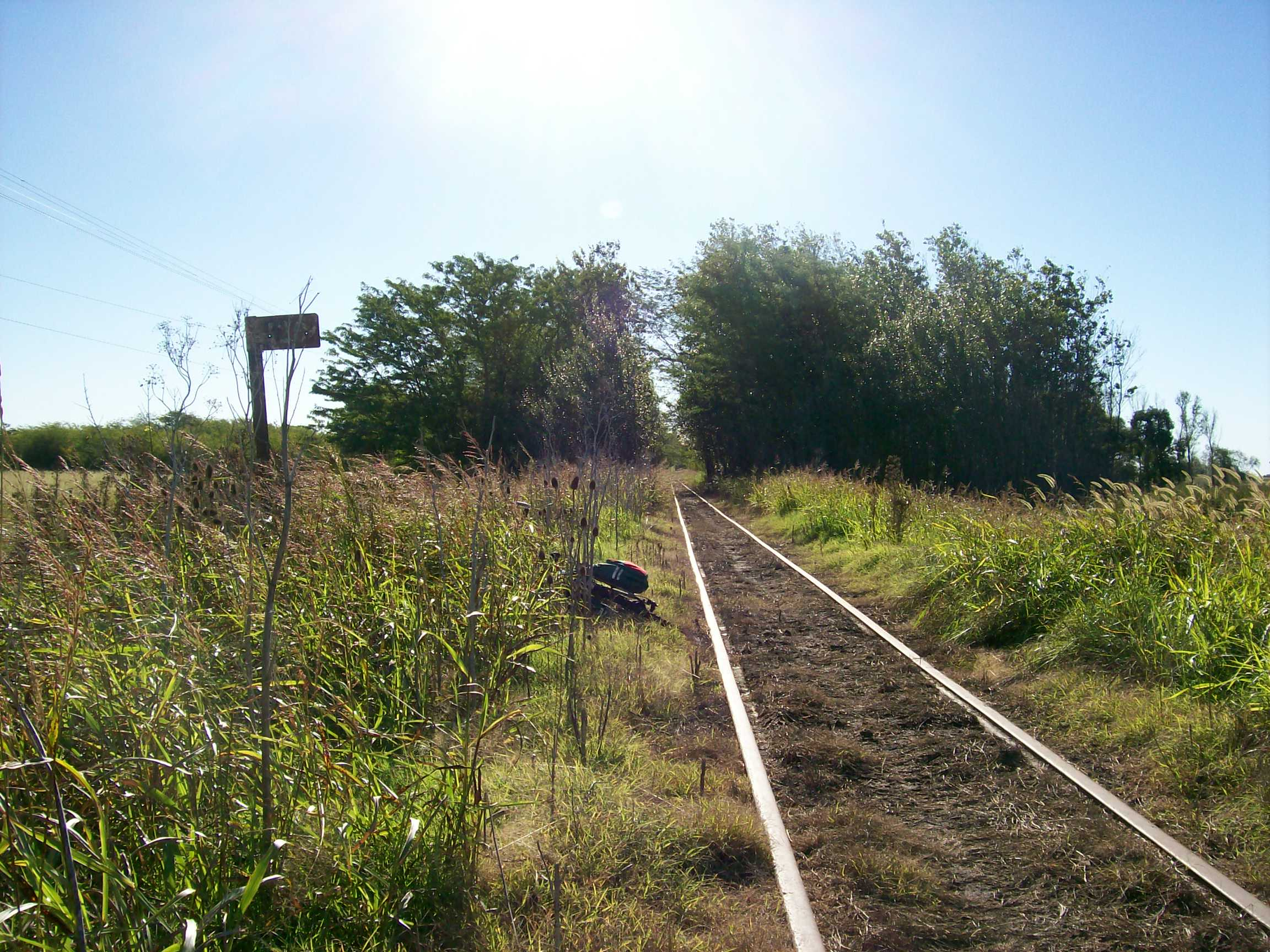
Estado de la traza en la sección Mercedes - Espora.

- Reconexión de la traza entre las estaciones Veinte de Junio y Marcos Paz donde repusieron casi trescientos metros de rieles y durmientes el 17 de marzo de 2009 luego de más de un mes de arduo trabajo.
- Recuperación de la traza en la ciudad de Salto, donde existía un basural sobre las vías.
- Rectificación y elevación de cota del puente sobre la RP41 luego de que fuera golpeado en varias oportunidades por vehículos excedidos de la altura máxima.
- Restitución de 30 metros de infraestructura de vía por robo entre las estaciones Tres Sargentos y Los Ángeles.
- Reposición de un tramo de aproximadamente 30 metros de enrieladura y terraplén dañada por una obra de tendido de fibra óptica en las inmediaciones del cruce con la Ruta Provincial 51.[5]
- Despeje de numerosos cañaverales, pasos a nivel tapados con tosca, piedra o pavimento y remoción de un sinfín de ramas y vegetación leñosa que dificulta el paso de los vehículos y pone en riesgo la integridad física de sus ocupantes.